# Bombardier
A Bombardier é um grupo de empresas do Canadá, sediada em Montreal, Quebec. Atua no ramo de produção de vagões ferroviários (Bombardier Transportation) e aviões regionais (Bombardier Aerospace) e outros serviços comerciais. Emprega aproximadamente 64 mil pessoas, e sua receita bruta em 2004 foi de US$ 15,5 bilhões.
Foi fundada em 1942, em Valcourt, Quebec, como L'Auto-Neige Bombardier Limitée, por Joseph-Armand Bombardier.

## História
Joseph-Armand Bombardier foi um mecânico que sonhava construir um veículo que pudesse "flutuar sobre a neve." Em 1937, ele projetou e produziu seu primeiro snowmobile em sua pequena loja de reparos em Valcourt, Quebec.
A inventividade técnica de Joseph-Armand Bombardier no projeto de veículos surgiu nos idos de 1930 quando ele desenvolveu um mecanismo de direção que revolucionou as viagem na neve e em condições pantanosa. Em 1937, Armand vendeu 12 snowmobiles—chamados de B7 e, em 1942, criou a empresa l'Auto-Neige Bombardier Limitée.
O primeiro snowmobiles eram enormes, veículos para múltiplos-passageiros projetados para auxiliar pessoas a viajar durante os meses de longos invernos no Canadá. Os snowmobiles eram usados nas regições rurais de Quebec para levar crianças para a escola, transportar fretes, entregar o correio, e como ambulâncias. Sua invenção preencheu uma necessidade muito particular na região e logo o negócio estava crescendo. Em 1941, Armand abriu uma nova fábrica em Valcourt. Então um empecilho surgiu no negócio em desenvolvimento crescente: a segunda guerra mundial foi um época sombria e o governo canadense emitiu durante a guerra regras de racionamento. Os clientes de Bombardier tiveram que provar que os snowmobiles eram essenciais a seus meios de subsistência para comprar um. Para manter seu negócio, Armand engrenagens comutadas Armand e veículos desenvolvidos para as forças armadas. Após a guerra, Armand experimentou um outro revés em seu negócio snowmobile. Em 1948, o governo de Quebeque passou uma lei que requer todas as estradas e as estradas locais a ser canceladas da neve; As vendas do Bombardier caíram por quase parcialmente em um ano. Armand decidiu-se consequentemente diversificar seu negócio e fazer veículos para todos os tipos de terrenos para a mineração, e as indústrias de óleo e e madeireiras.
Detalhe, as máquinas tiveram os esquis dianteiros removíveis que poderiam ser substituídos com as rodas dianteiras para o uso nas superfícies pavimentadas ou duras fornecendo assim uma utilidade maior a seus grandes snowmobiles. A produção destas máquinas evoluiu com o tempo. Durante 1951, os modelos de madeira foram substituídos por folhas de aço e estes veículos tiveram motores Chrysler lisos perto powered do cilindro da cabeça seis e 3 apressam transmissões padrão. Nos idos de 1960, os motores V-8 começaram a aparecer e durante a produção dos anos 1969/70, a "vigia redonda padrão" - as janelas do estilo foram substituídas com as janelas retangulares maiores que permitiram a luz chegasse ao interior e lhes deram a sensação de serem menos claustrofóbicos. Depois destas mudanças veio o motor switchover Chrysler 318 um dos motores industriais de maior confiança com as transmissões automáticas de Loadflite. A produção destas máquinas continuou até meados de 1970.

Armand sonhou desenvolver o mais rapido, leve snowmobile que carregaria uma ou duas pessoas. No início de 1950, Armand deixou de lado o seu sonho para se focar no desenvolvimento de sua empresa e de outros veículos de tração. Mas pelo fim da década, menores, e mais eficiente maquinas foram desenvolvidas e começaram a surgir no mercado. Armand recomeçou seus esforços para construir um snowmobile "diminuto". Trabalhou ao lado de seu filho mais velho Germain, que compartilhou os talentos mecânicos do seu pai. Armand e Germain desenvolveram diversos protótipos do snowmobile de pouco peso e finalmente, o primeiro Bombardier snowmobile foi posto a venda em 1959. 

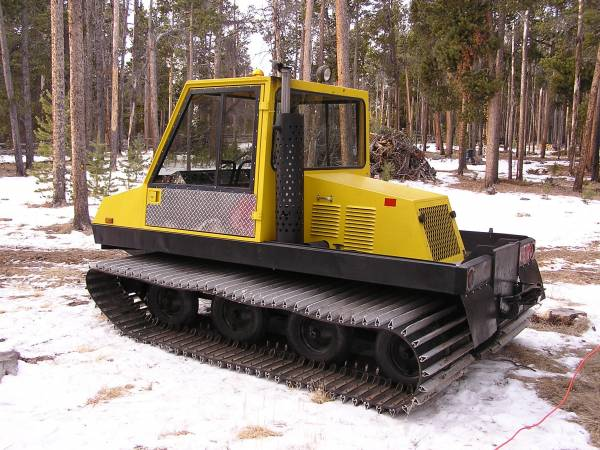
Bombardier BR100+ Groomer, motor central, modelo táxi

O Ski-doo foi chamado originalmente de "Cão de Esqui" porque para Bombardier significou um veículo prático para substituir os trenó puxado por cães para caçadores. Por um acidente, um pintor interpretou mal o nome e pintou "Esqui-Doo" no primeiro protótipo. O público descobriu logo que os veículos  rápidos podiam deslizar sobre a neve e por isso eram muito divertidos. Um novo esporte de inverno surgiu de repente, centrado em Quebeque. No primeiro ano, a Bombardier vendeu 225 Esqui-Doos; quatro anos mais tarde, 8.210 foram vendidos. Mas Armand era relutante em focalizar demasiado no Esqui-Doo e moveu recursos para seus veículos para todos os tipos de terrenos. Recordou vivimente seus empecilhos no negócio que o forçaram a diversificar. Armand retardou a promoção da linha do Esqui-Doo para impedir que ele domina-se os outros produtos da companhia mas para manter o domínio da indústria de snowmobiles. Os snowmobiles produzidos eram de qualidade e desempenho excepcionais, ganhando uma reputação melhor do que o Polaris e gato ártico o modelo rival de treno motorizado. Em 1975 a Bombardier acabou por comprar o Moto-Esqui da companhia.
Em 18 de Fevereiro de 1964, J. Armand Bombardier morreu de câncer aos 56 anos de idade. Deixou para tras um negocio prospero, mas também um focalizado nas pessoas. Armand dominou sua companhia, fiscalizando todas as áreas de operação. Controlou o pequeno departamento de pesquisa, fazendo todos os desenhos ele mesmo. Pela época da sua morte as vendas da companhia tinha alcançado  20 milhões de dólares canadenses, que é o equivalente a US$160 milhões de dólares.
A geração mais nova tomou conta do negocio, conduzida pelos filhos de Armand e por seus sogros. A nova equipe reorganizou e descentralizou a companhia, adotando táticas modernas de negócio. A companhia adotou o inovação&mdash tecnológica; o computador— para gerenciar seu inventário, os clientes e o faturamento. As redes de distribuição foram melhoradas e aumentadas, e um programa incentivos foi desenvolvido para a equipe de funcionários de vendas.
Em 1967, a L'Auto-Neige Bombardier Limitée  foi rebatizada para Bombardier ltda e em 23 de janeiro de 1969, a companhia tornou-se pública, listando no Montreal e Toronto e na bolsa de ações.

### Espaço Aéreo

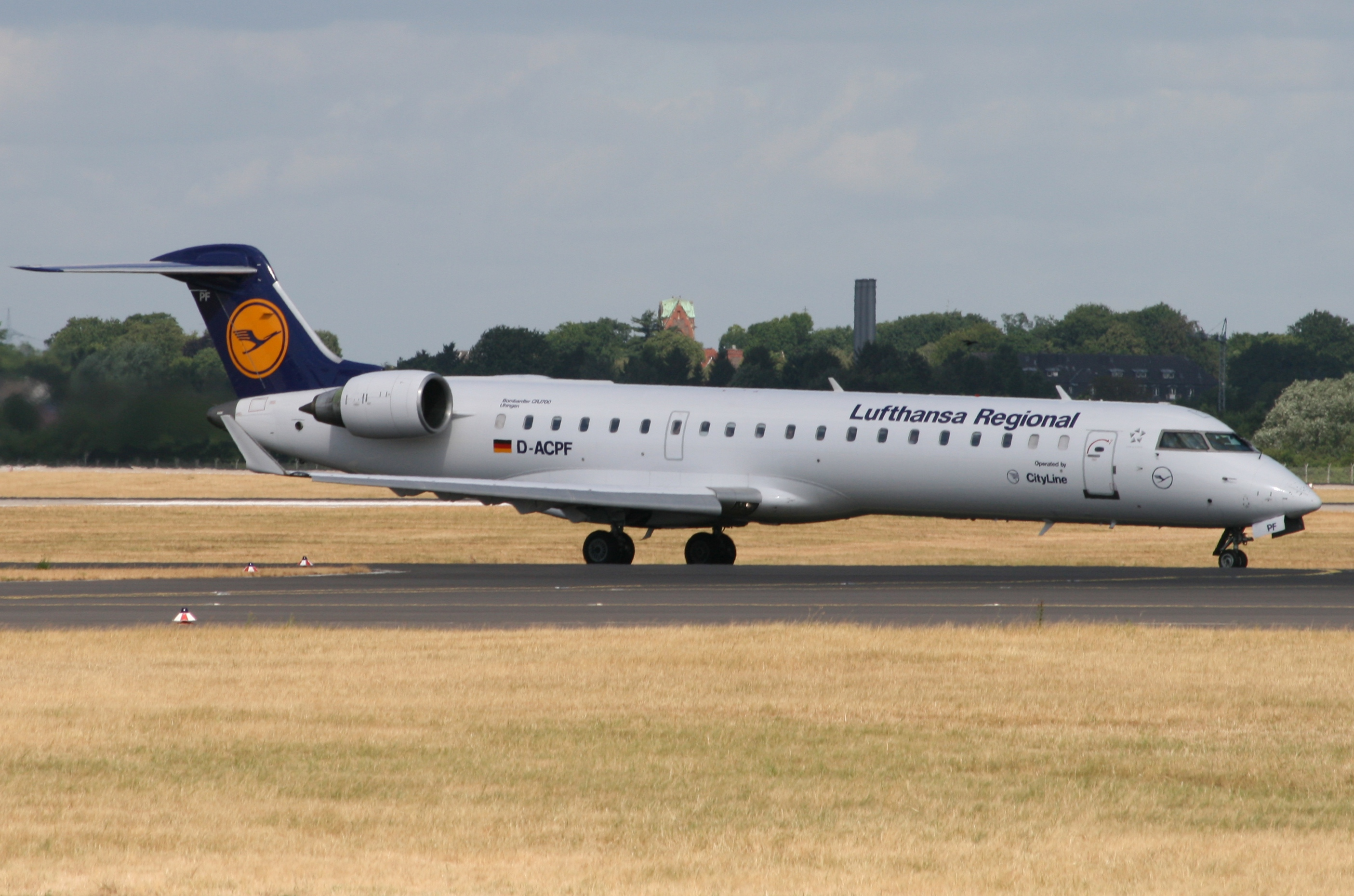
Aeronave Bombardier CRJ700.

Após Canadair fabrica de aviões do governo canadense ter registrado a maior perda incorporada na história dos negócios canadenses. Sob a gerência de Laurent Beaudoin, o sogro de Armand, a Bombardier comprou a Canadair para formar Bombardier Aerospace. Logo após, de Havilland Canadá da Boeing, as empresas falidas Short Brothers e Learjet foram adicionados a ela. O braço aeroespacial do grupo e responsável pela metade do rendimento da companhia e é considerado a terceira maior fabricante de aviões civis no mundo atrás dos gigantes Boeing e Airbus respectivamente. Um dos aviões mais modernos e bem sucedidos da Bombardier é o Q400, um avião comercial com propulsão turboélice de curto alcance.

### Tecnologia Ferroviária

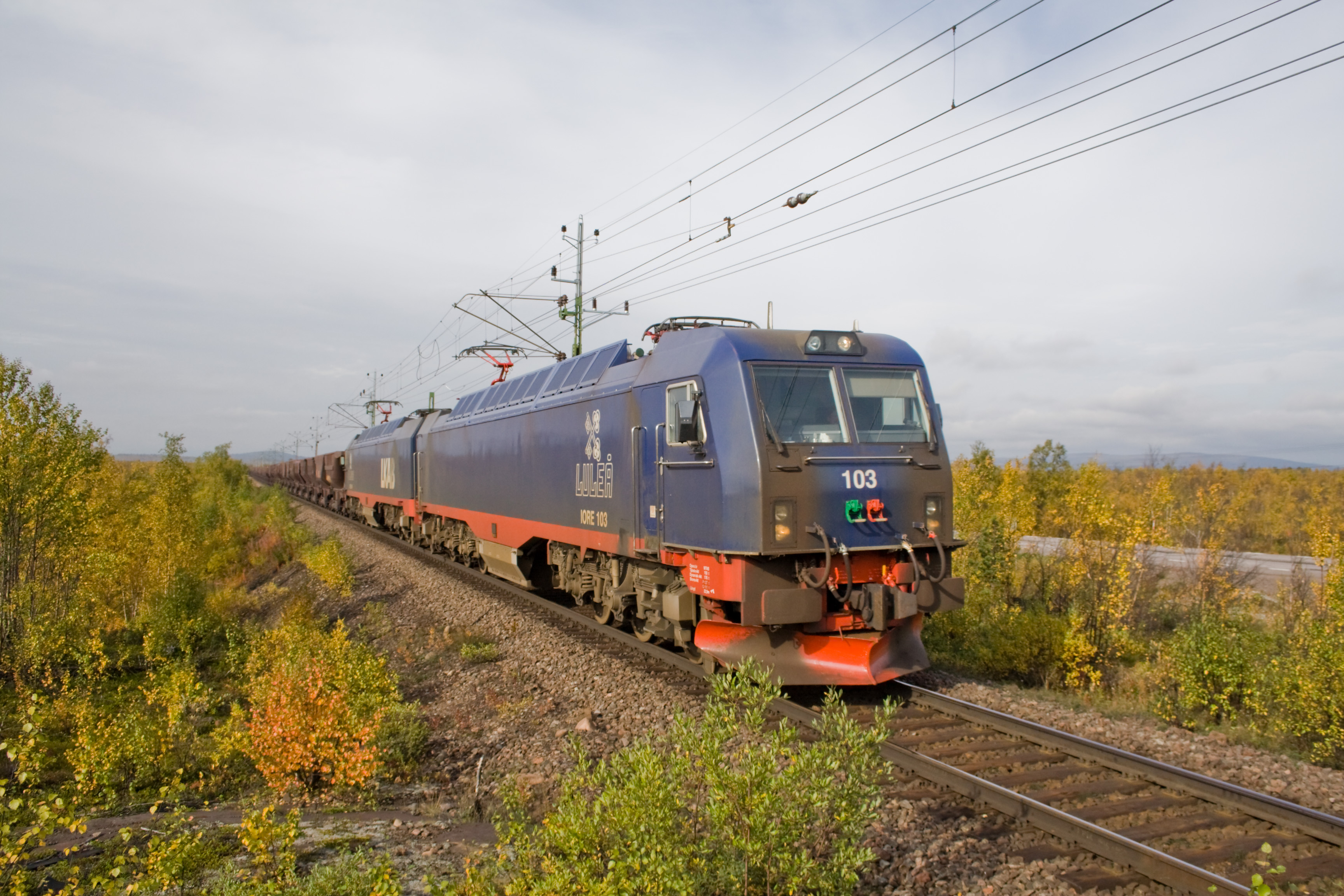
Locomotiva Iore

Em 1970, Bombardier adquiriu a empresa Vienese Lohner-Rotax, uma fábrica de máquina para snowmobile e trilhos, e dai se envolveu nos transportes ferroviários. Esta secção começou a ganhar importância no meio dos idos de 1990 na renascença do transporte ferroviário ou "light-rail transit (uma espécie de trem ou comboio urbano e suburbano de passageiros)." A Bombardier adquiriu a propriedade e os projeto da American Locomotive Company/Montreal Locomotive Works, que continuou no negocio de locomotivas  até 1985. Em 2001, a Bombardier  adquiriu ADtranz, o projeto da Classe 170 Turbostar e Class 357/375/376/377 trens Electrostar que eram costumeiramente usados por toda a Grã-Bretanha. Também construíram o Croydon Tramlink e Nottingham Express Transit trens e partes do trem Eurostar da Alstom. No Reino Unido, a maior fabrica da ADtranz estava localizada em Derby. Outra grande area de atividades da ADtranz era a Alemanha, Suécia e Suíça com suas maiores fabricas em Hennigsdorf e Kassel (Alemanha), Västerås e Kalmar (Suécia), e Zürique e Turgi (Suíça).
A Bombardier foi uma das empresas que fez a tomada das fábricas de pesquisa e desenvolvimento da British Rail após a sua privatização (o restante na maior parte que está sendo absorvida pela AEA Technology e pela Alstom). Eram parte de um consórcio para a construção dos dos carros ferroviários do Eurotunnel, e também do recêm-construído metro rápido trens para uma larga escala de clientes incluindo a Toronto Transit Commission, a Commission de transport de la Communauté urbaine de Montréal, e a New York City Transit Authority (R62A, R142), e o notável projeto do sistema de monotrilho de Las Vegas Monorail
A Bombardier é uma UK Notified Body, para as estradas de ferro (Interoperatividade) regulamentados em 2000, por uma área da TSI: rolling stock.
A Bombardier Transportation também lidera no desenvolvimento e produção do trem Acela Express em 75%–25% acordado com a Alstom. O trem funciona no meio de Boston, Massachusetts, New York, New York, Filadélfia, Pensilvânia e Washington D.C..
A Bombardier forneceu o projeto carbody e os mecanismos da inclinação de sua linha de LRC ("confortável simples e rápido") de trem de passageiros, e integrou um variante do sistema da propulsão de Alstom TGV. Esta é a primeira linha de alta velocidade dentro da América do Norte, funcionando em uma velocidade superior a 240 km/h (150 mph). Para ir de encontro com os  "regulamentos de compra americanos", o conjunto final destes trens foi fabricado na filial equipamentos ferroviários dos ESTADOS UNIDOS DA AMÉRICA da Bombardier em Barre, Vermont. A Bombardier também forneceu o financiamento para permitir que a Amtrak alugua-se os trens em vez de compra-os diretamente enquanto a estrada de ferro era construída.
A Bombardier também fez a linha Hiawatha trens leves atualmente em operação em Minneapolis, Minnesota pela Metro Transit.
Com a aquisição da ADtranz em 2001, a Bombardier Transportation tornou se a maior fabrica de   equipamentos para vias férreas do mundo. Dependendo de como se defina as suas atividades industriais, é às vezes considerada a maior, em sua categoria, no mundo.

### Outros interesses
Bombardier foi, até recentemente, a maior Canadense defense contratante. Com a última reestruturação, a empresa vendeu quase todas as suas divisões relacionados com os militares no Canadá. Os serviços de Aviação Militar foram vendidos à SPAR Aerospace e os produtos de defesa terrestre à Urban Transportation Development Corporation. Com estas operações a Bombardier afastou-se dos produtos de defesa.
Em 2003, a Bombardier surgiu com uma outra empresa à parte, a divisão Bombardier Recreational Products, ou BRP. Seus snowcats e snowmobiles datam da origem da empresa. As marcas mais recentes são Ski-Doo, Lynx e Sea-Doo jet-skis. A Bombardier também faz ATVs (veículos para todos os tipos de terrenos). Em 2006, a marca ATV mudou de Bombardier ATV para Can-Am. Can-Am foi o antigo nome da linha de bicicletas para estradas de terra feitas em meados de 1980.

## Crítica
A Bombardier foi criticada no Canadá e no exterior sobre os subsídios que recebeu do governo. Foram descritos como beneficiários de ajuda as corporações e acusados de violar os acordo de livre comércio, especialmente para com o Brasil. O Canadá e a Bombardier opuseram-se citando os subsídios diretos e indiretos do Brasil para a Embraer, seus próprios fabricante de aviões e principais de concorrentes da Bombardier no mercado de jatos particulares.
O governo do Canadá forneceu um grande subsídio para o financiamento que tornou possível a venda da Bombardier de trens de metro para o Metro de New York. Alguns canadenses objetaram a tais enormes somas de dinheiro que estava sendo dadas a uma empresa sem fins lucrativos, mas o governo discutiu que os subsídios criavam muitos trabalhos. Recentemente, o Bombardier inicía um acordo de projeto de engenharia com a Índia uma companhia em que os críticos do subsídio indicam que possa resultar em uma perda de empregos no Canadá.
A reputação da Bombardier foi maculada nos Estados Unidos por sua associação com a Monorail de Las Vegas, que foi operacional desde 24 de dezembro de 2004 mas foi flagelada estar atrasada devido a problemas mecânicos. O sistema fez que se perde-se US$ 85.000 (dolares) por dia durante o fechamento por quatro meses.
A reputação da Bombardier foi maculada também nos Estados Unidos por causa dos defeitos em seu Expresso Acela de alta velocidade, construído pela Amtrak. A frota de alta velocidade foi tirada de serviço por duas vezes pela FRA por defeitos de segurança-crítico devido ao manufatura e ao projeto pobre. O projeto foi submetido a modificações numerosas desde que foi posto em serviço.
A Bombardier ficou com uma reputação baixíssima depois que três aviões que operam para a S.A.S. deram defeito no trem de pouso. A principal operadora de aeronaves fabricadas pela Bombardier - S.A.S. - retirou de operação as aeronaves, dando uma certa dúvida a outras empresas (A Embraer não está muito atrás, já que nunca procurou resolver os problemas que involvem os flaps, slats e hídraulico, além do píloto automático que vem desde a fabricação do primeiro modelo). A Bombardier publicou que os trens de pouso estão em ótimas condições.
Recentemente, alguns grupos de direitos humanos e que apoiam o Tibet no Canada, no Reino Unido, e nos Estados Unidos fizeram pressão sobre a Bombardier sobre a venda de vagões de passageiros para a República Popular da China pois o projeto incluindo a controversial linha de trem de Qingzang no Tibete.
Na Finlândia, transporte da cidade de Helsínki anunciou que está preparando a demissão de todos os 40 carros do Vario trem até 14 de Maio de 2007, desde o acordo não é satisfatório com custos excedentes do serviço prestado pela Bombardier, e a compensação pelo envio dos carros não foi alcançado. Desde que o serviço entrou em operação em Helsinque em 1999, os bondes foram flagelados tendo problemas técnicos de montagem.

## Crise em 2014
Na metade do ano de 2014, a Bombardier passou por dificuldades operacionais, que geraram cortes de investimento e pessoal em alguns setores e incertezas quanto ao futuro da empresa. Foram demitidos 1 800 funcionários, incluindo vários executivos-chave. No final de maio, uma falha de projeto no motor de sua nova família de aviões CSeries fez com que toda a frota de teste ficasse impossibilitada de voar, deixando de apresentar os modelos no Show Aéreo Internacional de Farnborough em julho. Até setembro a empresa não havia anunciado um novo cronograma de certificação, mas divulgou que os modelos entrariam em serviço no segundo semestre de 2015. Os CSeries voltaram a voar em setembro, depois de uma modificação no sistema de lubrificação dos motores, feita pela Pratt & Whitney.
Também em maio, a empresa aérea norte-americana Republic Airways, até então uma das três únicas empresas aéreas com encomendas dos CSeries, admitiu que estava revendo seu pedido de quarenta CS300 e que já não eram uma prioridade. Além disso, as aeronaves da série  E-Jets E2 da Embraer, concorrentes dos CSeries, tiveram um grande número de pedidos em Farnborough. Mesmo sendo um projeto cinco anos mais antigo do que os CSeries, a carteira de encomendas dos E2 da Embraer foi maior e mais diversificada. Por outro lado, os planos da Bombardier de produzir os turboélices Q400 Dash-8 na Rússia começaram a ruir devido às tensões com a Ucrânia e as sanções do Ocidente. Os atrasos no programa CSeries afetaram também outras linhas de aviões da empresa em recursos necessários para o desenvolvimento do produto.

## Museu Bombardier

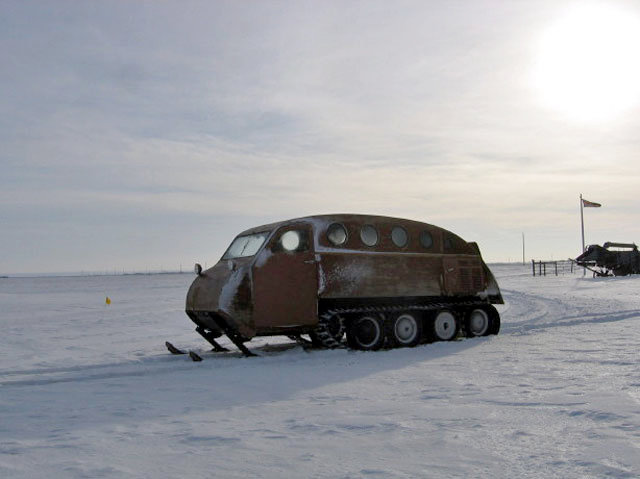
1951 Bombardier B12 Snow Bus Snowmobile

O Museo Bombardier é um dos maiores e mais modernos museus em Valcourt, Quebec dedicado a vida de Joseph-Armand Bombardier e os snowmobile bem como a indústria que ele ajudou a criar.  Aberto em 1971, com substanciais renovações em 1990, o museu é professionally curated and features a wide array of Ski-Doos e outras industrial designs bem como uma seleção de livros sobre o tema, manuais e outros itens de interesse dos entusiastas pelo assunto.
Um detalhe sobre o museu é a garagem ("fabrica" original) de Bombardier que foi a genese da organização que leva o seu nome.  A garagem foi cuidadosamente removida de sua localização original em Valcourt e movida para o local presente no museu, que estava localizada a uma enorme distância da fábrica Bombardier Recreational Products.